# Meseta

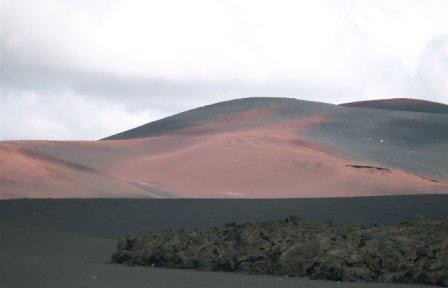
Mendoza, Argentina

En geografía, una meseta es una altiplanicie extensa, generalmente consiste en un terreno relativamente plano, que se eleva significativamente por encima del área circundante, a menudo con uno o más lados con colinas profundas. Puede ser creada por fuerzas tectónicas, por erosión del terreno circundante, o por el emergimiento de una meseta submarina. También se genera por la convergencia de las placas tectónicas. Además son antiguas montañas fuertemente erosionadas por la acción de distintos agentes. Es por ello que hoy se presenta como una elevación del terreno con superficie plana compuestas por rocas duras y resistentes.
En el primer caso, las fuerzas tectónicas producen el elevamiento de una serie de estratos que se mantienen horizontales con respecto al entorno; en el segundo caso, los agentes externos (principalmente ríos) erosionan la parte de la superficie menos resistente a la erosión, creando la meseta; y en el último, la meseta proviene del emergimiento de una meseta volcánica. Las mesetas volcánicas se forman en el agua. 
Las mesetas que emergen del agua también pueden ser antiguas mesetas originadas por fuerzas tectónicas o por erosión que fueron sumergidas.
Según sea la región del mundo, hay varios accidentes del relieve más pequeños que tienen características de mesetas pequeñas. Estas formas del relieve son denominadas de diferentes formas locales:
- Altiplano, o altiplanicie, es una meseta intermontada elevada y extensa, que se encuentra generalmente localizada entre dos o más cadenas montañosas recientes.[2][3]
- Butte, en los Estados Unidos y Canadá, es una prominente colina aislada, de laderas bien pronunciadas y con una pequeña cima plana.[4][5][6]
- Chapada, en las regiones Centro-Oeste y Nordeste de Brasil, es una formación rocosa elevada (superior a los 600 metros de altura), que tiene una porción muy plana en la parte superior.

## Formación
Las mesetas pueden estar formadas por una serie de procesos, incluido el afloramiento de magma volcánica, extrusión de lava, movimientos de tectónica de placas y erosión por agua y glaciares.

### Volcánica
Las mesetas volcánicas son producidas por la actividad volcánica. La meseta del Columbia en el noroeste de los Estados Unidos es un ejemplo. Pueden estar formados por surgencia de magma volcánica o extrusión de lava. 

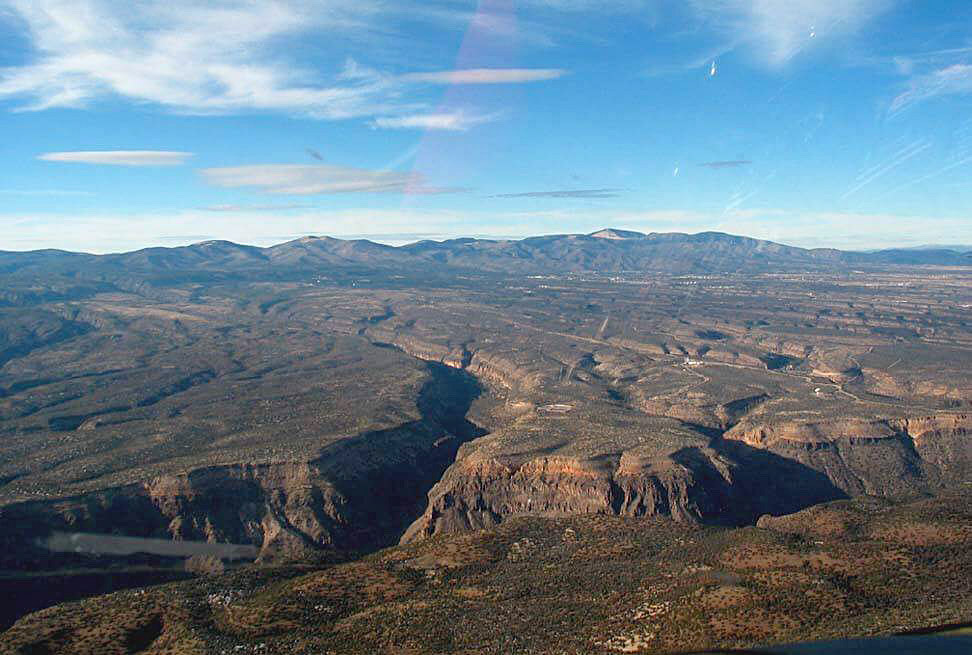
La Meseta del Pajarito en Nuevo México (EE. UU.) es un ejemplo de una meseta volcánica.

El mecanismo subyacente en la formación de mesetas a partir del afloramiento comienza cuando el magma se eleva desde el manto, causando que el suelo se hinche hacia arriba. De esta manera, grandes áreas planas de roca se levantan para formar una meseta. En el caso de las mesetas formadas por extrusión, la roca se construye a partir de la lava que se esparce hacia el exterior desde las grietas y las áreas débiles de la corteza.

### Tectónica
Las mesetas tectónicas están formadas por movimientos de placas tectónicas que provocan levantamientos, y normalmente tienen un tamaño considerable y una altitud bastante uniforme. Ejemplos son la meseta de Decán en la India, la meseta central en la península ibérica.

### Erosión
Las mesetas también se pueden formar por los procesos de erosión de los glaciares en las cadenas montañosas, dejándolos asentados entre las cadenas montañosas. El agua también puede erosionar montañas y otros accidentes geográficos hasta convertirlos en mesetas. Las mesetas diseccionadas son mesetas muy erosionadas cortadas por ríos y rotas por valles estrechos y profundos. Un ejemplo son las Tierras Altas de Escocia.

## Roles
Las mesetas son características geográficas significativas que desempeñan varios roles importantes en la geografía. Las mesetas  influyen en los aspectos físicos, biológicos, culturales y económicos de las regiones donde se encuentran. Sus características diversas las convierten en parte integral del estudio y comprensión de la geografía y sus interacciones con las sociedades humanas y el medio ambiente.
Las mesetas a menudo actúan como barreras naturales, separando diferentes regiones o países. Pueden obstaculizar o dirigir el movimiento de personas, animales y sistemas meteorológicos, influyendo en los climas regionales e interacciones culturales. Muchas mesetas son cruciales para la captación y distribución de agua. Sirven como fuentes de ríos y arroyos que fluyen hacia áreas circundantes, proporcionando agua para la agricultura, la industria y el consumo humano aguas abajo.
Las mesetas pueden albergar ecosistemas únicos y una biodiversidad significativa. Su topografía variada y microclimas crean hábitats diversos que sostienen una amplia gama de especies vegetales y animales, algunas de las cuales pueden ser endémicas de regiones específicas de mesetas.
A menudo las mesetas  tienen importancia cultural para los pueblos indígenas y las comunidades locales. Pueden ser sitios de importancia espiritual o histórica, con prácticas y tradiciones culturales vinculadas a su paisaje y recursos. Por otra parte pueden contener depósitos minerales valiosos, combustibles fósiles y otros recursos naturales. Las actividades mineras y de extracción en las mesetas pueden tener implicaciones económicas significativas para países y regiones.
Algunas mesetas atraen turistas y entusiastas del aire libre debido a su belleza escénica, oportunidades recreativas (como senderismo y cámping) y atracciones culturales. Esto puede contribuir a las economías locales a través de industrias relacionadas con el turismo.
Por otra parte las mesetas pueden influir en los climas locales y regionales. Su elevación a menudo resulta en temperaturas más frescas en comparación con las tierras bajas circundantes, lo que afecta los patrones climáticos, los niveles de precipitación y la distribución de las zonas de vegetación.

## Características

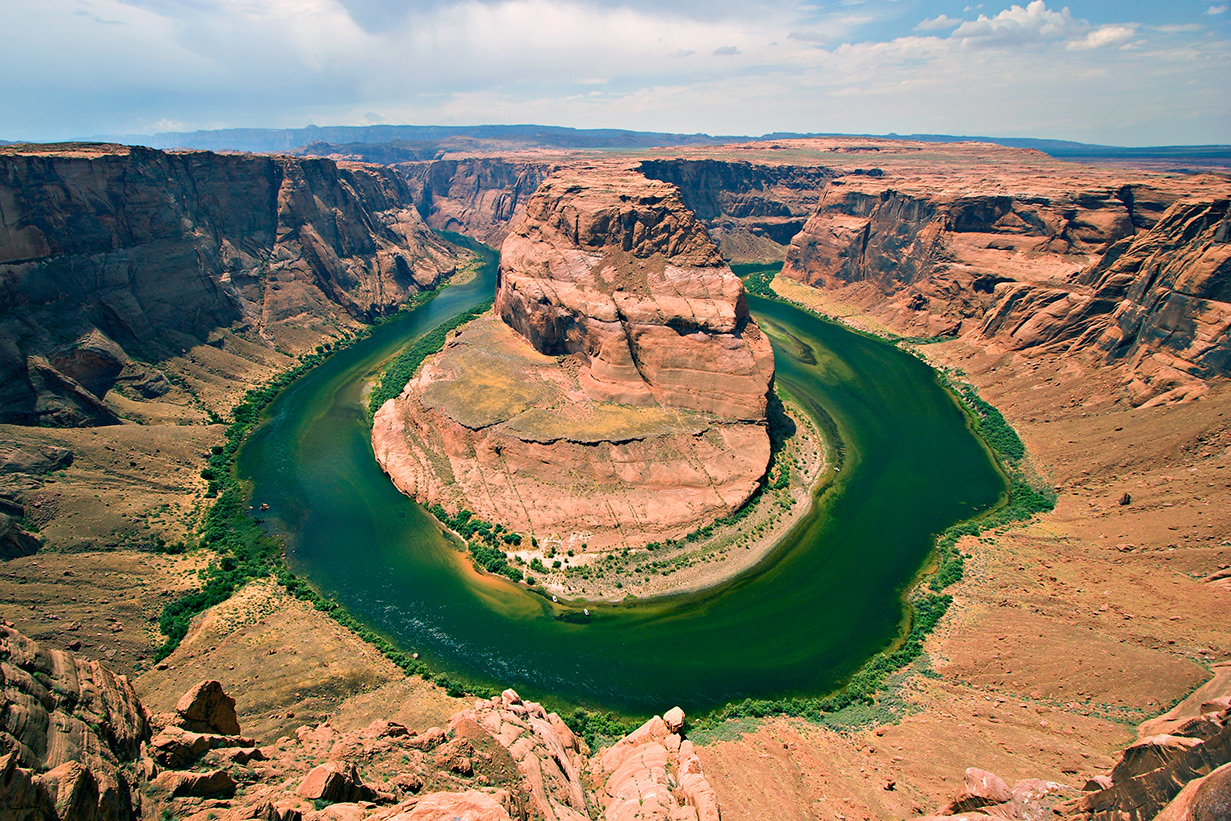
Meseta erosionada en Horseshoe Bend, Arizona, EE. UU.

Las principales características a tener en cuenta al describir una meseta son:
- su altitud relativa,
- su inclinación,
- su red de drenaje,
- sus valles,
- sus vertientes.

## Ejemplos de mesetas

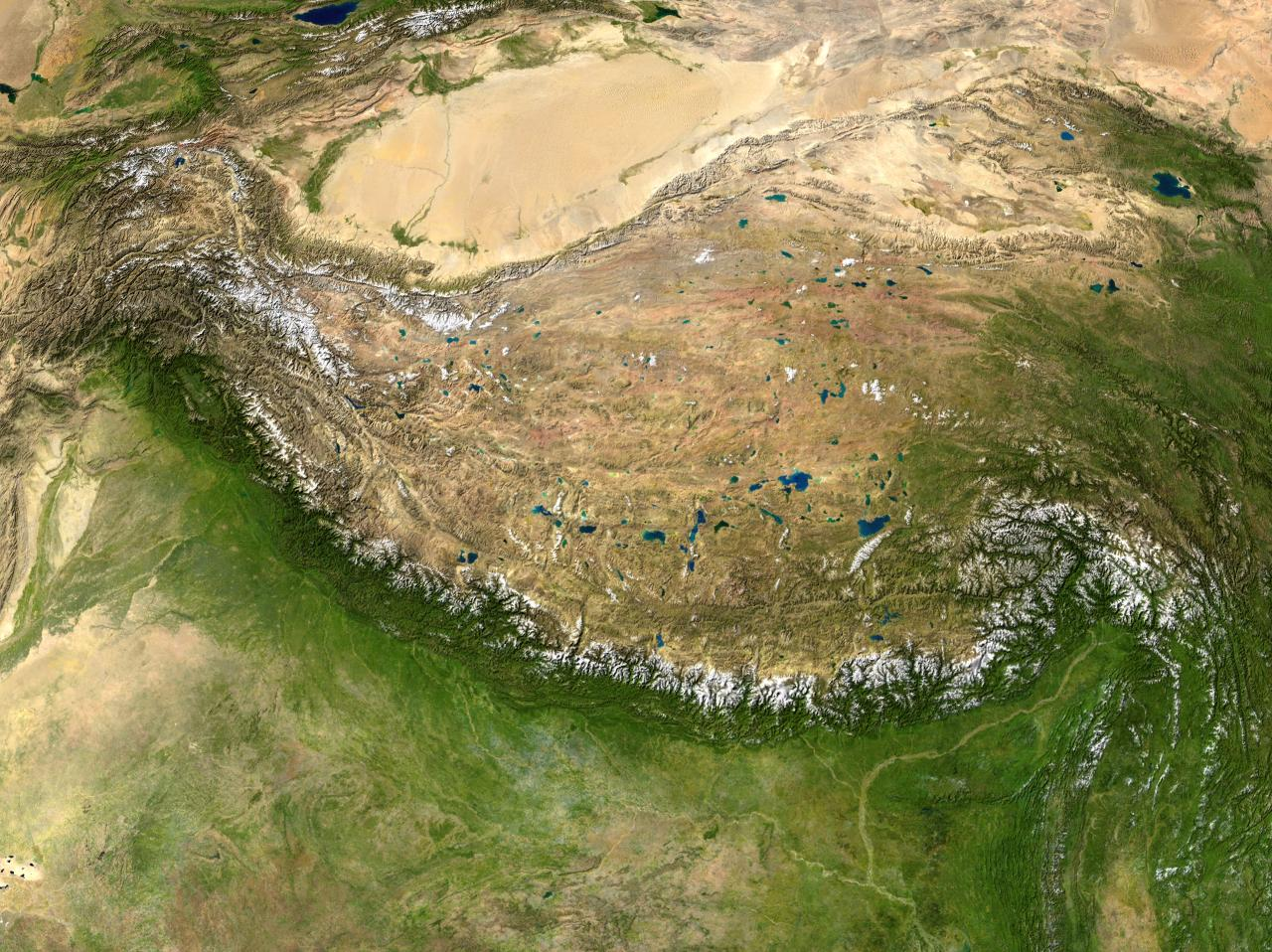
Imagen satelital de la meseta del Tíbet entre las montañas del Himalaya al sur y el desierto de Taklamakan al norte.

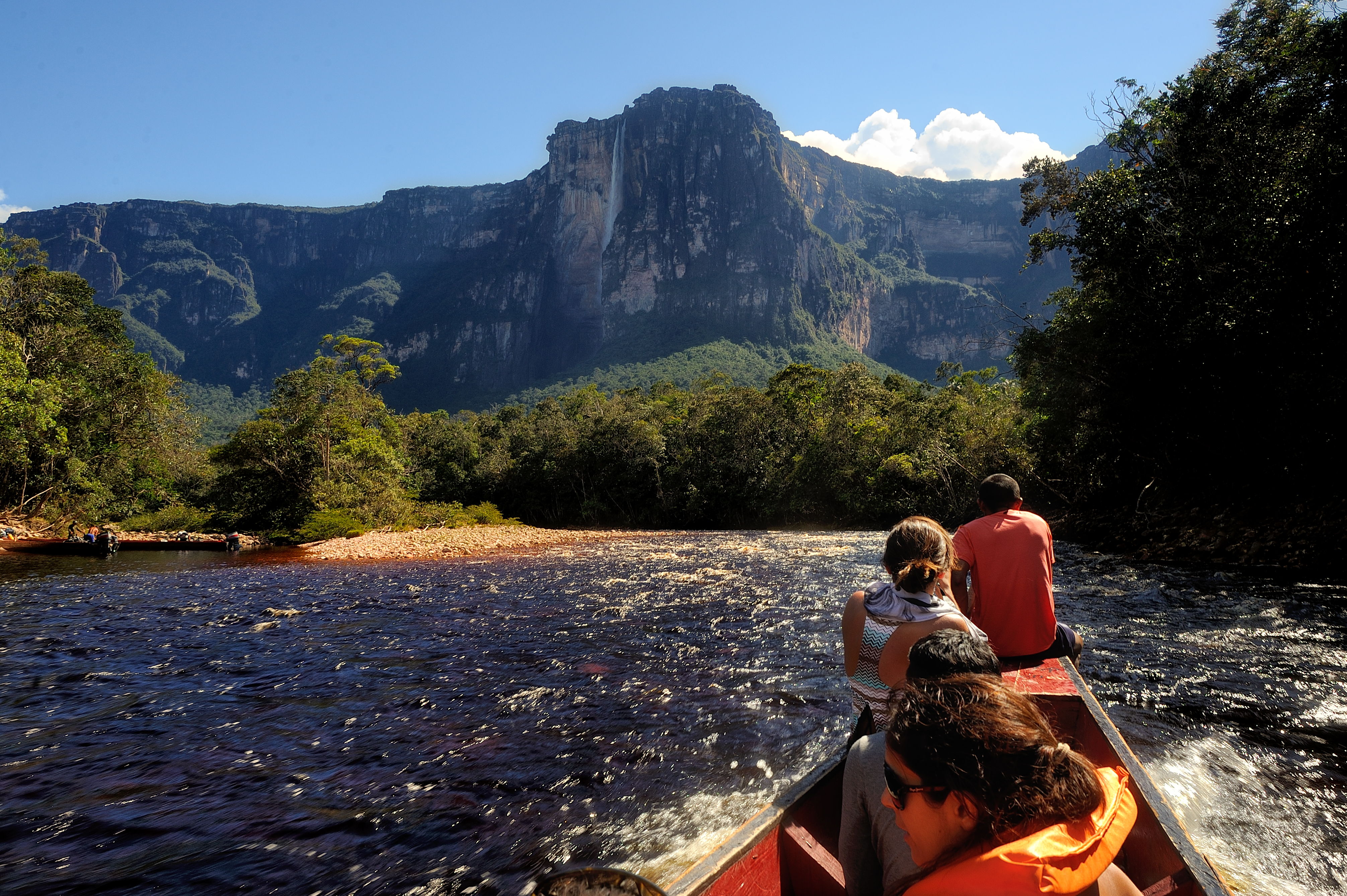
Salto Ángel en el Auyantepuy de Venezuela

Las mesetas del mundo situadas a más altitud son:
- La meseta del Tíbet, situada al norte del Himalaya, a más de 4000 m de altitud. Es la más grande y alta del mundo, a veces descrita metafóricamente como el "Techo del Mundo", que aún se está formando por la colisión de las placas tectónicas indoaustraliana y euroasiática. La meseta tibetana abarca aproximadamente 2.500.000 km² (970.000 millas cuadradas), a unos 5.000 m (16.000 pies) sobre el nivel del mar. La meseta es lo suficientemente alta como para invertir los ciclos de convección de las células de Hadley e impulsar los monzones del Sur de Asia hacia el sur. Las llanuras de Deosai, en Pakistán, se encuentran a una altitud promedio de 4.114 metros (13.497 pies) sobre el nivel del mar. Se consideran las segundas mesetas más altas del mundo.
- El altiplano andino una gran extensión a más de 3000 m de altitud, al este de los Andes. Se encuentra en el centro-oeste de Sudamérica, donde los Andes alcanzan su mayor anchura, y constituye la zona de altiplano más extensa de la Tierra fuera del Tíbet. La mayor parte del Altiplano andino se encuentra en territorio boliviano y peruano, mientras que su parte sur se encuentra en Chile. El altiplano alberga varias ciudades como Puno, Oruro, El Alto y La Paz, sede administrativa de Bolivia. El Altiplano nororiental es más húmedo que el suroccidental, que alberga varios salares debido a su aridez. En la frontera entre Bolivia y Perú se encuentra el lago Titicaca, el más grande de Sudamérica. La capital colombiana, Bogotá, se asienta sobre otra meseta andina conocida como el Altiplano cundiboyacense, aproximadamente del tamaño de Suiza. Con una altitud promedio de 2.600 m (8.500 pies) sobre el nivel del mar, esta meseta andina del norte está situada en la cordillera oriental del país y se divide en tres regiones planas principales: la sabana de Bogotá, los valles de Ubaté y Chiquinquirá, y los valles de Duitama y Sogamoso.
- La Puna de Atacama más de 100 000 km² a más de 3000 m s. n. m. correspondientes a parte de Argentina y Chile (se encuentra separada del Altiplano Andino propiamente dicho por un nudo orográfico de la cordillera de los Andes).

Las mesetas más altas, con respecto al terreno circundante, son los tepuyes de Venezuela, Guyana, Colombia y Brasil, de paredes totalmente verticales, algunos de más de 1 km de altitud sobre la selva circundante. La cascada más alta del mundo, el Salto Ángel, se descuelga de un impresionante tepuy en territorio venezolano.
Otras mesetas importantes son las siguientes:
- En España, la meseta Central, que ocupa la mayor parte del territorio del país, con una elevación media de entre 600 y 700 m s. n. m., rodeada casi por completo de cordilleras que la separan de las zonas costeras. El choque de las placas tectónicas produjo la elevación horizontal de la mayor parte de la península ibérica, formando la gran meseta y las cordilleras circundantes en sus bordes. Esta gran meseta está partida por la mitad, donde se formó el sistema Central, aislando la submeseta norte de la submeseta sur (las actuales comunidades de Castilla-La Mancha, Extremadura, Madrid y buena parte de Portugal). La meseta norte es mucho más homogénea y con mayor altitud que la sur. La meseta central abarca a cuatro comunidades autónomas: Madrid, Castilla y León, Extremadura y Castilla-La Mancha. Debido a ello se suele decir que España es el segundo país más montañoso de Europa tras Suiza, aunque en realidad es el quinto país de Europa con mayor altitud media (tras la mencionada Suiza, Andorra, Austria y Liechtenstein), fundamentalmente por la gran extensión de esta meseta, que no es muy elevada.

- La meseta más densa del planeta se encuentra en el continente de Australia y recibe el nombre de «Meseta Rocco» (meseta rocosa), que mide 1360 m².

- En Colombia, país con elevaciones importantes de terreno, se destaca el altiplano cundiboyacence, que cubre un área de aproximadamente 25 000 km², a una altitud promedio de 2600 m s. n. m. esta vasta región del Colombia representa una zona ecológica bastante especial por la particularidad del clima, sobre este altiplano se localiza la ciudad de Bogotá.

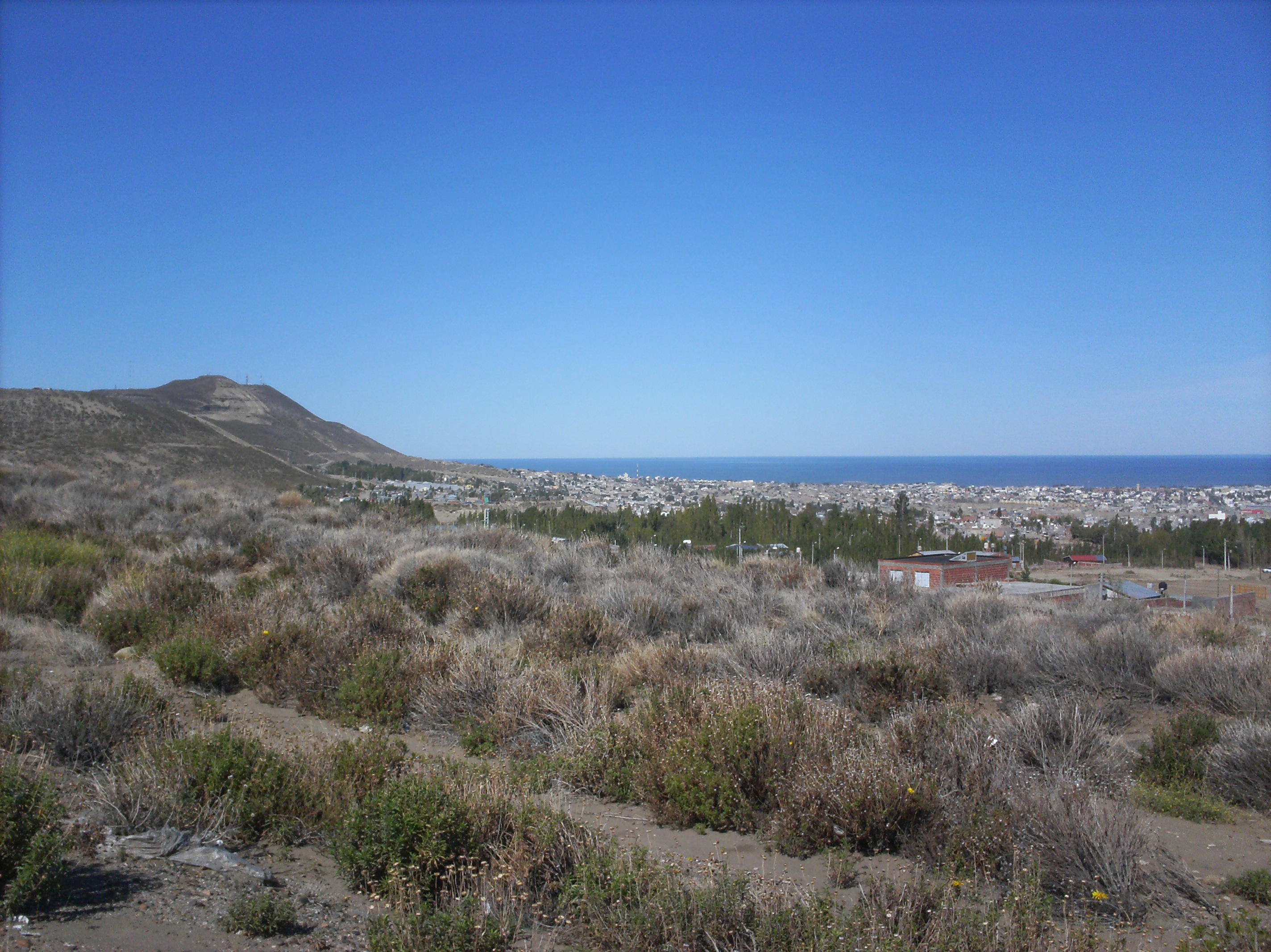
El mítico cerro Chenque, meseta de la zona que bordea a la ciudad patagónica de Comodoro Rivadavia.

- En Argentina, la Meseta patagónica se encuentra en el sur, desde el pie de la Cordillera hasta unos pocos kilómetros cerca de la costa con el mar Argentino. También la Payunia es una meseta importante que se eleva a unos 2200 metros de altura, en el sur de la provincia de Mendoza, y que se caracteriza por extensos terrenos cubiertos de lava, estepa árida, baja humedad y numerosos volcanes.

- La meseta misionera integra el reborde sur del Macizo de Brasilia.

- La Puna es una altiplanicie de gran magnitud: se extiende por el oeste del territorio de las provincias argentinas de Jujuy, Salta y Catamarca.

- Otra meseta de gran tamaño es la helada meseta antártica, a veces denominada meseta polar o meseta del Rey Haakon VII, que alberga el Polo Sur geográfico y la Base Amundsen-Scott del Polo Sur. Esta meseta abarca la mayor parte de la Antártida Oriental, donde no se conocen montañas, sino hielo superficial de 3000 m (9800 pies) de altura, que se extiende muy lentamente hacia la costa circundante a través de enormes glaciares. El manto polar es tan masivo que las mediciones de ecolocalización del espesor del hielo han demostrado que grandes áreas se encuentran por debajo del nivel del mar.